# برداشت طولانی
برداشت طولانی یا راهی برای از دست دادن آرامتر، که به عنوان برداشت طولانی معروف است، رمانی به شکل شعر روایت با سبک نوآر نوشته شده توسط رابین رابرتسون، شاعر اسکاتلندی است که در سال ۲۰۱۸ توسط پیکادور منتشر شد. داستان در مجموعه جنگ جهانی دوم رخ می‌دهد. رابرتسون جایزه جایزه ادبی گلداسمیت، جایزه والتر اسکات را برای این رمان دریافت کرد و برای این اثر در فهرست نامزدهای دریافت جایزه بوکر قرار گرفت.